# Alice av Battenberg

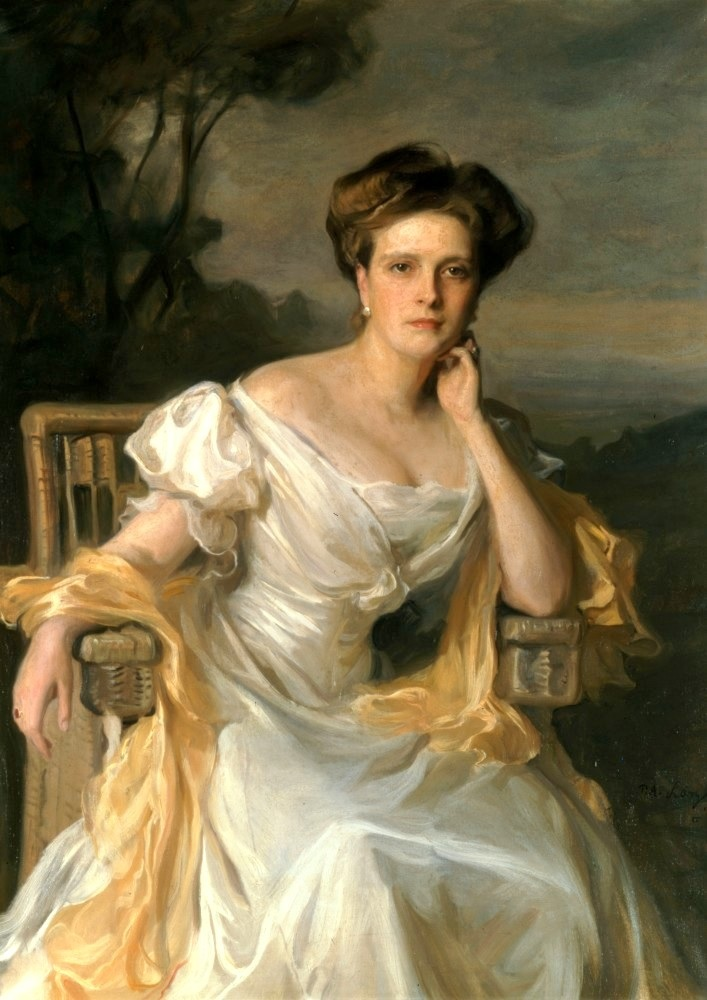
Alice av Battenberg, porträtt av Philip de László 1907.

Alice av Battenberg, född 25 februari 1885 på Windsor Castle, Berkshire, död 5 december 1969 på Buckingham Palace, London, var en grekisk prinsessa; gift 1903 med prins Andreas av Grekland och Danmark. 
Hon var dotter till prins Ludvig av Battenberg och prinsessan Viktoria av Hessen-Darmstadt och syster till drottning Louise av Sverige och lord Louis Mountbatten.

## Biografi
Alice var döv från födseln, men lärde sig med moderns hjälp att bli skicklig på att läsa på läpparna. Hon kunde förstå tyska, engelska, grekiska och franska. Hon gifte sig 1903 i Darmstadt med prins Andreas av Grekland och Danmark (1882–1944) och fick med honom fyra döttrar och sonen Philip av Grekland, som senare kom att gifta sig med Elizabeth II.
Familjen residerade mestadels i Aten, med sommarpalats, Mon Repos, på Korfu. Hon blev sedan känd bland släkten som "Prinsessan Andreas". Alice tjänstgjorde tillsammans med sina svägerskor inom sjukvården under Balkankriget 1912–1913. Vid avsättningen av hennes svåger Konstantin 1917 levde paret utomlands fram till hans återinstallation 1920. 1922 avsattes Konstantin en andra gång och Andreas ställdes inför rätta; efter hans frigivning 1923 lämnade paret landet och bosatte sig då i S:t Cloud utanför Paris, där man fick lita till ekonomisk hjälp från Andreas svägerska, den förmögna Marie Bonaparte, gift med prins Georg av Grekland och Danmark.
Alice blev under denna tid allt mer religiös och konverterade till den grekisk-ortodoxa tron 1928. Hon hävdade att hon mottog gudomliga budskap och genomled sedan en psykisk kollaps. Makarna separerade år 1930 efter att Alice diagnosticerats med paranoid schizofreni, som tvingade henne att tillbringa flera år på mentalsjukhus i Schweiz. Efter sitt tillfrisknande 1937 kom hon att från 1938 mestadels att bo i en våning i Aten. 
Alice var tillsammans med sin svägerska Helena Vladimirovna av Ryssland den enda medlemmen av den grekiska kungafamiljen som stannade kvar i Grekland under andra världskriget. Hennes son var under kriget i brittisk militärtjänst, medan hennes svärsöner var i tysk. Då en tysk general besökte henne med utgångspunkten att hon var protysk och frågade om han kunde göra något för henne, svarade hon: "Ni kan ta ut era trupper från mitt land". Hon organiserade hjälp för flyktingar och flög regelbundet till Sverige, där hon försågs med mediciner. Hon höll också en judisk familj, Cohen, gömd undan nazisterna, eftersom hennes make varit skyldig mannen i familjen en tjänst, och fick för detta utmärkelsen rättfärdig bland folken efter kriget.
Hon grundade 1949 ett ortodoxt nunnekloster som var aktivt inom sjukvården, och uppträdde vid den brittiska kröningen 1953 i en nunnedräkt. De sista åren tillbringade hon, efter juntans maktövertagande i Grekland 1967, hos sonen Philip med familj på Buckingham Palace, London.

## Barn
1. Prinsessan Margarita av Grekland och Danmark (1905–1981), gift med prins Gottfried av Hohenlohe-Langenburg.
2. Prinsessan Theodora av Grekland och Danmark (1906–1969), gift med markgreve Berthold av Baden.
3. Prinsessan Cecilia av Grekland och Danmark (1911–1937), gift med sin mors kusin, arvprins, senare storhertig Georg Donatus av Hessen.
4. Prinsessan Sophie av Grekland och Danmark (1914–2001), gift 1. med prins Christoph av Hessen-Kassel, gift 2. med prins Georg Wilhelm av Hannover.
5. Prins Philippos av Grekland och Danmark (1921–2021), gift med Elizabeth II av Storbritannien.